# Docalidia thatcheri
Docalidia thatcheri är en insektsart som beskrevs av Nielson 1979. Docalidia thatcheri ingår i släktet Docalidia och familjen dvärgstritar. Inga underarter finns listade i Catalogue of Life.